# Daniil Cyplakov
Daniil Alexandrovič Cyplakov (* 29. července 1992) je ruský atlet, specializující se na skok do výšky, halový mistr Evropy z roku 2015.
V roce 2011 získal čtvrté místo v soutěži výškařů na juniorském mistrovství Evropy, o dva roku později v této soutěži vybojoval stříbrnou medaili. Na halovém mistrovství svět v Sopotech v roce 2014 skončil čtvrtý. Největším úspěchem bylo pro něj vítězství na halovém mistrovství Evropy v Praze v březnu 2015.
Jeho osobní rekord ve skoku do výšky je 233 cm (venku) a 234 cm (v hale) – v obou případech se jedná o výkony dosažené v roce 2014.